# Oxford University Press

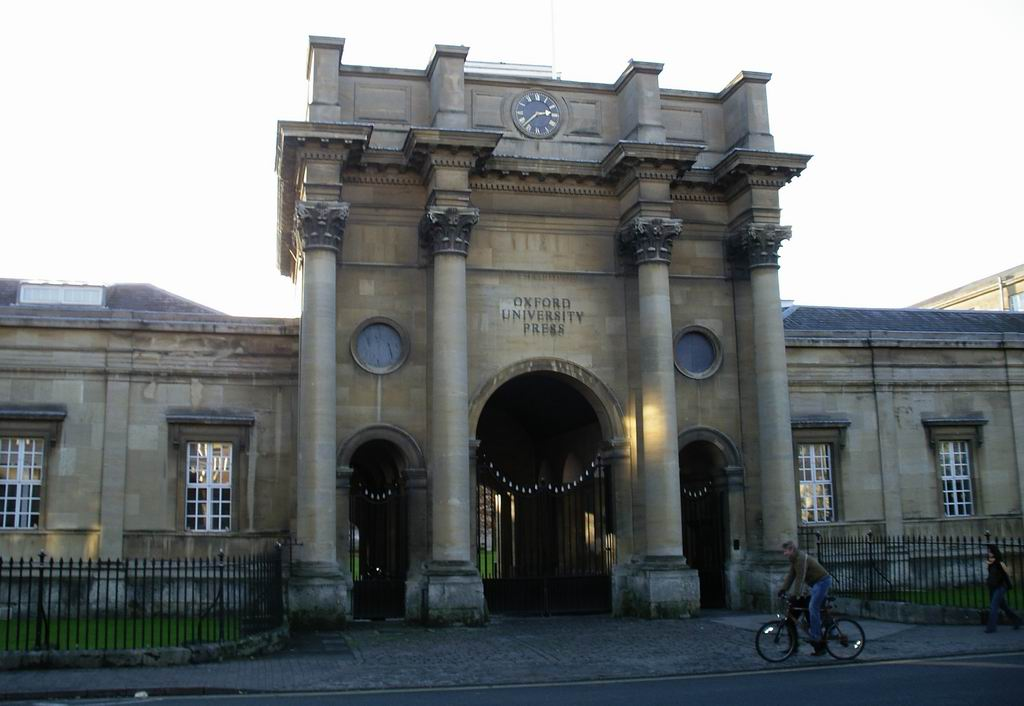
Siedziba Oxford University Press na Walton Street

Oxford University Press – wydawnictwo Uniwersytetu Oksfordzkiego, największe wydawnictwo uniwersyteckie na świecie. Publikuje m.in. Oxford English Dictionary oraz monografie naukowe w wielu dyscyplinach.

## Wybrane słowniki
- Oxford English Dictionary
- Concise Oxford English Dictionary
- Oxford Dictionary of National Biography
- Oxford Advanced Learner's Dictionary of Current English

## Wybrane podręczniki do nauki angielskiego
- Headway
- Streamline
- English File
- Let's Go
- Project
- Winners!
- Oxford Discover

## Wybrane wydawnictwa encyklopedyczne
- Encyclopedia of Aesthetics

## Serie z zakresu indologii
- Sacred Books of the East
- Rulers of India[2]